# الکساندر فون میدن‌دورف
الکساندر فون میدن‌دورف (روسی: Алекса́ндр Фёдорович Ми́ддендорф؛ 18 august [سبک قدیمی: 6] 1815 – 24 january [سبک قدیمی: 12] 1894 (aged 78)) زیست‌شناس، گردشگر، جانورشناس، پرنده‌شناس، گیاه‌شناس، استاد دانشگاه، و پزشک اهل امپراتوری روسیه بود.
او از تبار آلمانی‌های بالتیک بود.